# Hase (Familienname)
Hase ist ein Familienname. Zu Herkunft und Bedeutung siehe Haas.

## Namensträger
- Albrecht Hase (1882–1962), deutscher Entomologe und Parasitologe
- Andreas Hase (* 1965), deutscher Sachbuchautor
- Annemarie Hase (1900–1971), deutsche Kabarettistin und Schauspielerin
- Annemarie Hase (Bildhauerin) (1909–1999), deutsche Bildhauerin und Keramikerin
- Armin Hase (1873–nach 1938), deutscher Heimatdichter
- August Hase (1895–1978), deutscher Politiker
- Benjamin J. Hase (1720–1803), deutscher Hofbaumeister
- Chieko Hase (* 1956), japanische Fußballspielerin
- Christian Friedrich Hase (1790–1860), deutscher Hofbeamter und Fiskaljurist
- Christian Heinrich Hase (18. Jahrhundert–1818), deutscher Münzmeister, siehe Christian Heinrich Haase
- Christian Heinrich Hase (Pastor) (1731–1791), Pastor, Kirchen- und Schulbeamter in Stadt-Sulza und Allstedt
- Conrad Wilhelm Hase (1818–1902), deutscher Architekt
- Cornelius de Hase (1653–1710), deutscher Pädagoge
- Dagmar Hase (* 1969), deutsche Schwimmerin
- Elisabeth Hase (1905–1991), deutsche Fotografin
- Ernst Hase (1889–1968), deutscher Maler
- Friedhelm Hase (* 1949), deutscher Jurist und Hochschullehrer
- Friedrich Traugott Hase (1754–1823), deutscher Dichter
- Friedrich-Wilhelm von Hase (* 1937), deutscher Klassischer Archäologe
- Georg von Hase (1878–1971), deutscher Verleger, Kapitän und Konsul
- Gottlieb Theodor Hase (1818–1888), deutscher Fotograf
- Günter Hase (* 1930), deutscher Boxer
- Hans Hase (1525–1591), deutscher Unternehmer und Politiker, Bürgermeister von Dresden
- Hans Christoph von Hase (1907–2005), deutscher Theologe
- Hans Jürgen von Hase (1911–2006), in Kiel geborener Landwirtschaftsminister in Südwestafrika
- Hellmuth von Hase (1891–1979), deutscher Verleger
- Heinrich Hase (Bildhauer) (16. Jh.), deutscher Bildhauer und Holzschnitzer
- Heinrich Hase (Abt) (1672–1751), deutscher Benediktiner, Abt von Liesborn
- Heinrich Hase (Altertumsforscher) (1789–1842), deutscher Altertumsforscher
- Hermann von Hase (1880–1945), deutscher Verleger und Buchhändler
- Hiroshi Hase (* 1961), japanischer Wrestler und Politiker
- Johann Gottlob Hase (1739–1801), deutscher Mediziner, siehe Johann Gottlob Haase
- Johann Matthias Hase (1684–1742), deutscher Mathematiker
- Karl von Hase (1800–1890), deutscher Theologe
- Karl Alfred von Hase (1842–1914), deutscher Theologe
- Karl Benedikt Hase (1780–1864), französischer Altphilologe deutscher Herkunft
- Karl Georg Hase (1786–1862), deutscher Politiker, Stadtdirektor in Jena, Oberbürgermeister von Weimar
- Karl-Günther von Hase (1917–2021), deutscher Diplomat und Journalist
- Leonie von Hase (* 1985), deutsch-namibische Misswahlteilnehmerin
- Martin von Hase (1901–1971), deutscher Verlagsbuchhändler und Buchwissenschaftler
- Michael Hase (Schachspieler), deutscher Schachspieler
- Michael Hase (Schauspieler) (* 1963), deutscher Schauspieler
- Minerva-Fabienne Hase (* 1999), deutsche Eiskunstläuferin
- Oskar von Hase (1846–1921), deutscher Verleger und Buchhändler
- Otto Heinrich Hase (1818–1884), deutscher Politiker

- Paul von Hase (Mediziner) (Paul Hase, Paul Erwin Hase, Paul Erwin von Hase; 1840–1918), deutscher Militärarzt und Erfinder
- Paul von Hase (Widerstandskämpfer) (Karl Paul Immanuel von Hase, 1885–1944), deutscher Militär, Berliner Stadtkommandant und Beteiligter am Attentat vom 20. Juli 1944 auf Adolf Hitler
- Paul Knauer-Hase (1878–1938), deutscher Maler
- Reimar von Hase, Landwirt in Namibia
- Rudolf Hase (1888–1967), deutscher Physiker und Hochschullehrer
- Theodor von Hase (1682–1731), deutscher reformierter Theologe, Geistlicher und Hochschullehrer
- Victor Hase (1834–1860), deutscher Jurist
- Wally Hase (* 1969), deutsche Flötistin
- Walter Hase (1905–2007), deutscher Forstmann
- Werner Hase (* 1937), deutscher Fernschachspieler
- Wilhelm Hase von Waldeck († 1319), tschechischer Adliger und Politiker
- Yurina Hase (* 1979), japanische Synchronsprecherin